# Maquibeere

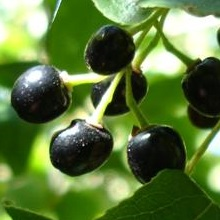
Früchte des Maquibaumes

Die Maquibeeren oder die Chilenischen Weinbeeren sind die kleinen schwarzen Früchte bzw. Beeren des Maquibaumes (Aristotelia chilensis (Molina) Stuntz), der zur Familie der Elaeocarpaceae (Ölfruchtgewächse) gehört und hauptsächlich in Chile wächst. Dort gelten die Früchte als Delikatesse. Ihr Geschmack erinnert an Heidelbeeren. Teilweise wird daraus Saft gewonnen, aus dem sich auch ein Wein herstellen lässt.
Oder sie werden getrocknet wie Weinbeeren verwendet.
Maquibeeren enthalten Indolalkaloide, wie z. B. Aristotelian und Makonin.